# Daïra de Mechroha
La daïra de Mechroha est une daïra d'Algérie située dans la wilaya de Souk Ahras et dont le chef-lieu est la ville éponyme de Mechroha.